# San Giorgio Morgeto
San Giorgio Morgeto (semplicemente, San Giorgi in calabrese) è un comune italiano di 2 944 abitanti della città metropolitana di Reggio Calabria in Calabria. Fa parte del Parco nazionale dell'Aspromonte, decine sono le sorgenti che nascono nel suo territorio montano.

## Storia
Fino all'unità d'Italia il nome del comune era San Giorgio, dopo l'Unità a seguito del fatto che esistevano sul territorio italiano molti comuni con lo stesso nome a San Giorgio è stato unito "Morgeto".
(Tobia Almagiore, Raccolta di varie notitie historiche, non meno appartenenti all'Historia del Svmmonte, Napoli, 1675, citato da Domenico Valensise, p. 167, 1862)

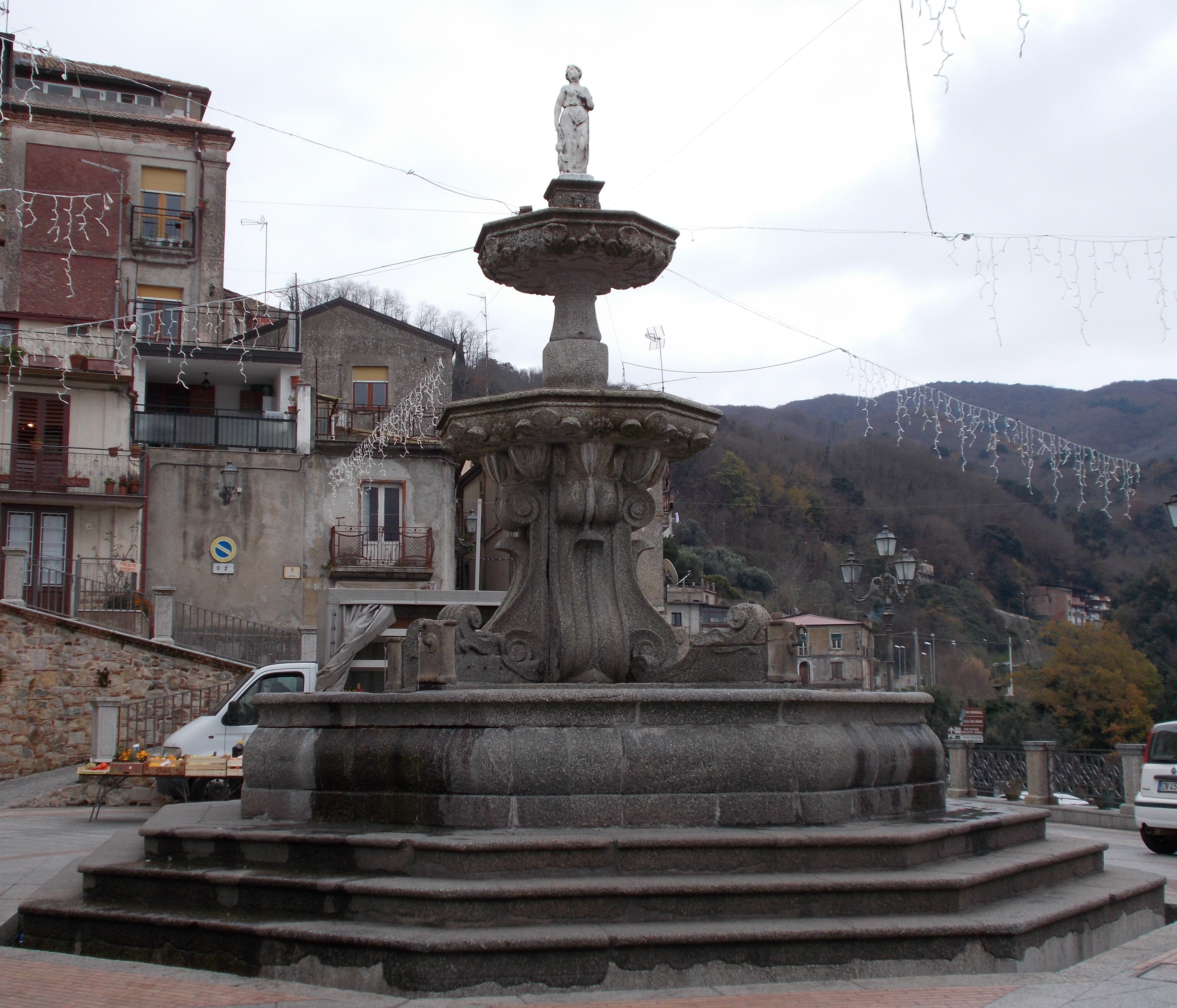
La Fontana Grande.

Secondo Girolamo Marafioti, la fondazione delle fortificazioni di San Giorgio Morgeto potrebbero essere ricondotte al popolo dei Morgeti, di cui parlano Proclo, Plinio e Strabone. La popolazione del vicino albitato di Altanum avrebbe cercato riparo sul monte per maggior sicurezza. La città, dunque, avrebbe commerciato coi greci, per entrare poi nel dominio Romano.
Scavi del 1921 hanno ritrovato i resti di fortificazioni bizantine risalenti forse al VI secolo in corrispondenza dell'abitato di Altanum. Sempre di origine bizantina, ma del IX-X secolo, sarebbero alcuni ruderi del castello. Nell'abitato fu costruito inoltre un importante monastero, dedicato a San Giorgio, che il castello difese dagli attacchi degli arabi. La città a quel tempo era chiamata Morgetia.
La posizione della città, a dominare la piana di Gioia Tauro, l'hanno resa militarmente rilevante. In epoca normanna, sotto Ruggero I d'Altavilla, il castello fu ampliato.
Nel 1324 San Giorgio fu costituito in baronia che comprendeva i feudi di Polistena, Anoia, Cinquefrondi, Prateria, Galatro. Nel 1343 la baronia fu assegnata ad Antonio Caracciolo. Nel XV secolo, il feudo fu assegnati alla famiglia Curreale da Sorrento e poi alla famiglia Milano (Baroni di San Giorgio nel 1501 e Marchesi nel 1593), che detenne il titolo fino al 1806, anno in cui Bonaparte decretò la fine della feudalità.
Nel 1583 Tommaso Campanella studiò e prese i voti nel Convento di san Domenico, all'età di quindici anni.
Il terremoto della Calabria meridionale del 1783 danneggiò gravemente l'abitato, distruggendo anche il convento domenicano.
Nel 1864, il Re Vittorio Emanuele II ha modificato il nome di San Giorgio in San Giorgio Morgeto.

### Simboli
Lo stemma del Comune si blasona:
(D.P.R. 22 luglio 1987, registrato alla Corte dei Conti il 7 ottobre 1987 Reg. n. 12 Presidenza Reg. n. 28.)
Il gonfalone è un drappo di azzurro.

## Monumenti e luoghi d'interesse

### Architetture religiose

#### Convento di San Domenico
Convento di origine bizantina, concesso nel 1393 al barone Caracciolo da Papa Bonifacio IX, dove erige la chiesa dedicata all'Annunziata.
Nel 1818 il convento di San Giorgio, fu ripristinato insieme ad altri sette.

#### Chiesa Matrice dell'Assunta
Fulcro della vita religiosa della comunità sangiorgese, custodisce le statue lignee, di scuola napoletana, dei compatroni San Giorgio e San Giacomo, un crocifisso ligneo e un altare maggiore in marmi policromi, entrambi del '700, e un organo ottocentesco di provenienza napoletana. È ancora possibile osservare l'antica "Pietra Santa", sulla parete esterna della Chiesa; ritornata alla luce nel corso degli ultimi lavori di restauro della Chiesa Matrice, la pietra era probabilmente un elemento di culto per i fedeli, come è possibile evincere dall'evidente stato di consumazione della stessa, probabilmente dovuta al bacio dei fedeli; su di essa è ancora visibile l'incisione di una croce.

### Architetture militari

#### Il Castello

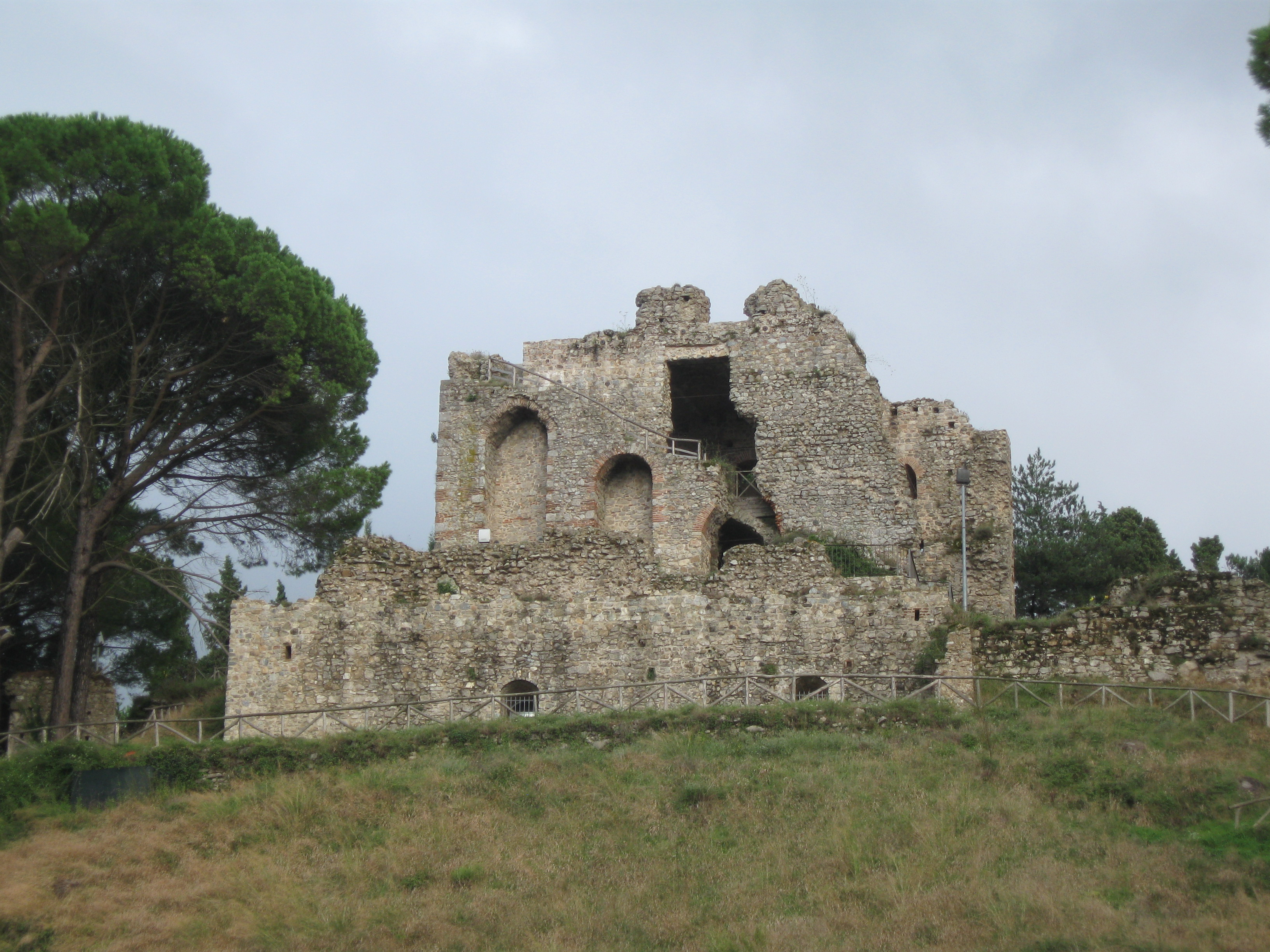
Il maschio del castello.

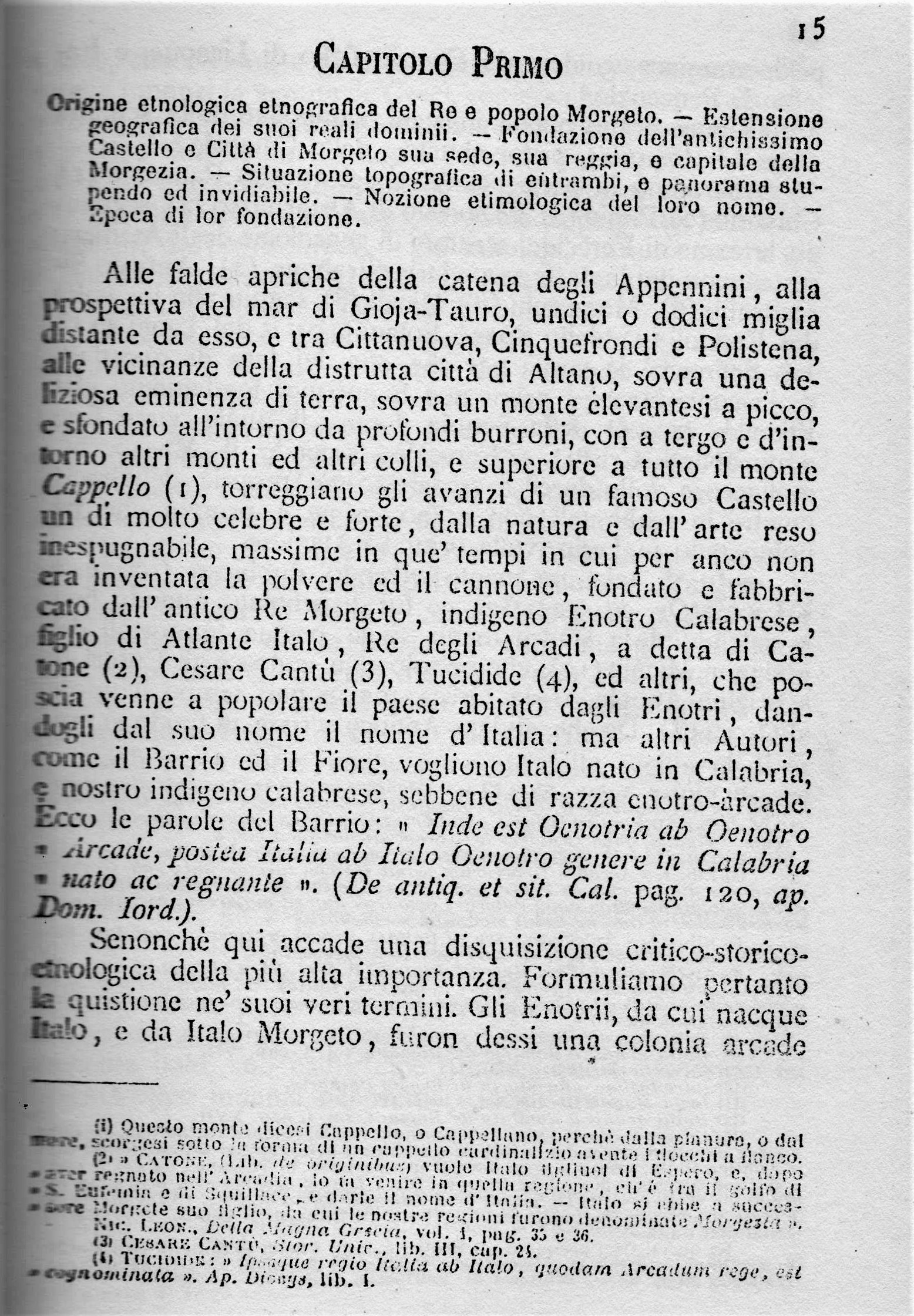
Monografia di San Giorgio Morgeto del 1886, di Domenico Cangemi pag.15.

Il Castello fu costruito nel IX-X secolo dai Bizantini su un'altura che domina la piana di Gioia Tauro. Nell'XI secolo, Durante il regno di Ruggero I d'Altavilla, in epoca normanna, il castello subì un primo ampliamento. Altre modifiche furono apportate in seguito dai nobili che si succedettero nell'amministrazione della città. Il castello fu abbandonato nel XVI secolo.
Del castello si conserva il maschio, una cisterna, alcuni tratti delle mura e i basamenti delle torri.
Il castello è stato oggetto di lavori di restauro e recupero.
Nell'opera gotica La notte Morgezia di Michele Amendolia (1842), il prete descrive l'incontro con il fantasma del re Morgete nei pressi del castello.

#### Altanum
Durante scavi eseguiti nel 1921 da Vincenzo De Cristo su richiesta di Paolo Orsi è stata individuata nel territorio comunale anche una seconda fortificazione bizantina, Altanum, risalente forse al VII secolo. La struttura ricade in prossimità dell'altura di S.Eusebio (700s.l.m.) che domina sulla piana rosarnese e sul tirreno.L'epoca della città di Altanum si deve riportare al regno di re Morgeto, di cui scrive Plinio il Vecchio, Strabone e Proclo, e lo storico Stefano di Bisanzio: "Morges in Italia regnavit sub annum mundi 2349" (Diction. Stor.). Viene anche nominata un anno dopo, nel 2350, da Girolamo Enniges. La città è menzionata nell'Itinerario antonino. 
La città di Altano, viene menzionata nel libro Istoria de fenomeni del tremoto avvenuto nelle Calabrie, e nei documenti del Fondo Milano libro maggiore segnato C del 1760, della famiglia Milano feudatari, conservati nella Biblioteca comunale di Polistena. Nel 1729 la famiglia Milano fa costruire sul suolo della distrutta città, una chiesa dedicata a Sant'Eusebio pontefice, distrutta dal terremoto del 1783.
Giovanni Fiore da Cropani, nella sua opera Della Calabria illustrata, scrive che S. Eusebio Papa martire e pontefice nasce nella città di Casignano, nella sua patria viene creato l'ordine dei cavalieri di Cassignana (per difesa del pontefice). Il suo corpo viene sepolto nella via Appia, nel cimitero di Callisto il 26 settembre 311. 

### Monumenti votivi

#### Faro ai caduti della Prima e della Seconda guerra mondiale

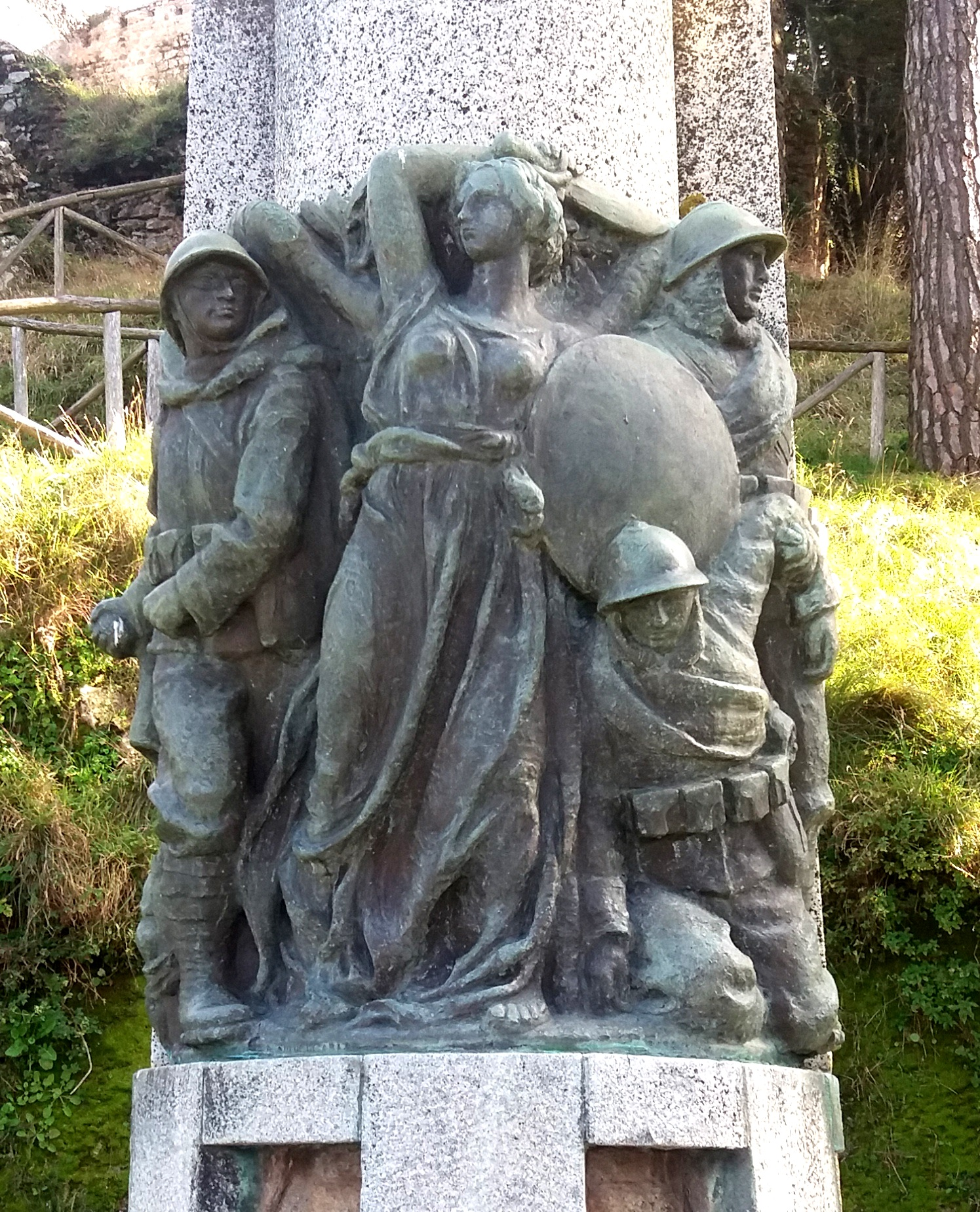
La base di Fortunato Longo del Faro ai caduti della Prima guerra mondiale.

Negli 1923 il Comune di San Giorgio Morgeto commissionò al natio Fortunato Longo la realizzazione di un monumento votivo in onore dei caduti della Grande Guerra. Longo realizzò un elemento colonnare con base ottagonale in bronzo. Sul fronte è presente una vittoria alata circondata da tre soldati, uno alla sua destra e due alla sua sinistra. Il soldato sua destra è rappresentato in piedi, nell'atto di lanciare una granata; alla sua sinistra c'è invece un soldato ferito o morente, accasciato ai piedi di un commilitone che guarda in lontananza, monitorando la battaglia.
Il monumento fu installato nel 1934 ai piedi del castello medievale del paese. Sul retro è presente una lapide con i nomi dei caduti della prima e della seconda guerra mondiale.

#### Monumento al Milite ignoto della Seconda guerra mondiale
Nel settembre del 1943, nei cieli sopra San Giorgio Morgeto si combatté un duello aereo tra un velivolo tedesco ed uno angloamericano. Il primo fu abbattuto e cadde sul territorio comunale. La popolazione recuperò il cadavere del pilota, che tuttavia non recava segni che ne permettessero il riconoscimento. Fu allora sepolto come milite ignoto nel cimitero comunale. Ad identificare la sua tomba fu eretto un monumento su una collina rialzata.

## Società

### Evoluzione demografica
Abitanti censiti

### Tradizioni e folclore

#### Presepi natalizi
San Giorgio Morgeto è da sempre noto per i propri presepi artigianali, artistici e animati. Una tradizione secolare che attrae ogni anno nel periodo natalizio migliaia di visitatori. La conformazione urbanistica ancora rispettosa dei parametri dei borghi italici antichi è lo scenario ideale per le rappresentazioni natalizie. Per la propria spettacolarità lo stesso borgo è anche chiamato "Il presepe dei presepi".

#### Tradizioni di Pasqua
- La processione del Venerdì Santo
- L'Affruntata della Resurrezione

## Cultura

### Biblioteca Comunale "Tommaso Campanella"
Centro della vita culturale della comunità sangiorgese, la biblioteca comunale è ubicata nel centro del borgo storico all'interno di un locale su due piani anticamente ad uso ecclesiastico;  a dimostrare anche l'importanza centrale della cultura nella vita sociale del piccolo borgo. È sede di conferenze e convegni. La Biblioteca è intitolata a "Tommaso Campanella" in onore al filosofo, teologo e padre domenicano che nel convento di San Giorgio Morgeto pronunciò i voti.

### Eventi

#### La Festa Medievale
Rappresentazione scenica diffusa per le vie del centro storico e del borgo, di usi e costumi di epoca medievale. La Festa Medievale si tiene tradizionalmente nel mese di agosto.

#### La festa patronale di San Giorgio. "San Giorgio. Una rosa, un libro", 23 aprile
Evento culturale ricadente nella data della festa patronale, strettamente connesso alla figura di San Giorgio Martire celebrata nella data del 23 di aprile, festa patronale di San Giorgio. Il Comune di San Giorgio Morgeto aderisce alla Giornata Mondiale del libro e del diritto d'autore, istituita e promossa dall'UNESCO e celebrata ogni anno in tutto il mondo in questa data. Eventi centrali: La grande fiera del libro e dell'editoria e gli incontri con gli autori, concorsi scolastici ed esibizioni artistiche ed artigianali. L'evento è patrocinato dall'UNESCO.

## Geografia antropica

### Il Passetto del Re - Vicolo più stretto d'Italia
La ristrettezza dei vicoli interni è uno dei tratti distintivi dell'antico ed affascinante borgo di San Giorgio Morgeto. Ma il particolare vicoletto, con i suoi soli 40 centimetri di larghezza, batte ogni record, conquistando il primato del vicolo più stretto d'Italia. Attraversato da una caratteristica scaletta interna che ne rende più agevole la percorrenza, la via è situata a pochi metri dal piazzale antistante l'antico Castello Normanno-Svevo, per questo denominato localmente «il Passetto del Re».  Secondo una leggenda popolare, infatti, lo stesso costituiva una via di fuga per il Re Morgete, nei casi di invasioni o durante i tentativi di espugnazione della fortezza reale: il sovrano aveva la possibilità, nelle situazioni più estreme ed ove inevitabile, di fuggire attraverso la stretta via secondaria, per poi far disperdere le proprie tracce immergendosi tra le decine di piccoli vicoli che, come in un labirinto, si diramano e si incrociano all'interno del borgo. Ma non è questa l'unica suggestione legata al vicolo: secondo la tradizione, percorrere il «Passetto del Re» è un atto di buon auspicio.

## Infrastrutture e trasporti
Il comune è interessato dalle seguenti direttrici stradali:

## Amministrazione
| Periodo          | Periodo          | Primo cittadino                               | Partito                              | Carica                    | Note   |
| ---------------- | ---------------- | --------------------------------------------- | ------------------------------------ | ------------------------- | ------ |
| 16 maggio 2011   | 5 giugno 2016    | Carlo Cleri                                   | lista civica Insieme per San Giorgio | sindaco                   | [ 32 ] |
| 5 giugno 2016    | 22 dicembre 2019 | Salvatore Valerioti                           | lista civica Obiettivo comune        | sindaco                   | [ 33 ] |
| 22 dicembre 2019 | 7 novembre 2021  | Pasquale Crupi Maria Rosa Luzza Eugenia Salvo |                                      | commissario straordinario | [ 34 ] |
| 7 novembre 2021  | in carica        | Salvatore Valerioti                           | lista civica Obiettivo comune        | sindaco                   |        |

- Il comune è compreso nel Servizio Multifunzione decentrato di Palmi (ex Circondario di Palmi).
- Fa parte della Comunità montana Versante Tirrenico Settentrionale che ha sede in Cinquefrondi[35].
- Il suo territorio è compreso nel Parco nazionale dell'Aspromonte[36].

### Gemellaggi
- Aosta[37]
- San Luca[38]